# Roman Wallner
Roman Wallner (ur. 4 lutego 1982 w Grazu) – austriacki piłkarz występujący na pozycji napastnika. Od 2014 roku jest zawodnikiem klubu SV Grödig.

## Kariera klubowa
Wallner zawodową karierę rozpoczynał w 1998 roku w Sturmie Graz, jednak nie zagrał tam w żadnym meczu. W 1999 roku został graczem Rapidu Wiedeń. Spędził tam pięć sezonów. W tym czasie rozegrał tam 134 ligowe spotkania i zdobył 42 bramki. W 2004 roku podpisał kontrakt z niemieckim Hannoverem 96. W Bundeslidze zadebiutował 12 września 2004 w zremisowanym 2:2 meczu z SC Freiburg. W sezonie 2004/2005 w lidze zagrał 10 razy. Od lipca 2005 do grudnia 2005 przebywał na wypożyczeniu w Admirze Wacker Mödling. W styczniu 2006 roku został wypożyczony do Austrii Wiedeń. W sezonie 2005/2006 zdobył z nią mistrzostwo Austrii oraz Puchar Austrii.
Latem 2006 roku Wallner został wykupiony przez Austrię Wiedeń z Hannoveru. W 2007 roku ponownie wygrał z zespołem mistrzostwo Austrii. W 2007 roku przeszedł do szkockiego Falkirk. W Scottish Premier League pierwszy mecz zaliczył 4 sierpnia 2007 przeciwko Gretnie (4:0). W listopadzie 2007 został wypożyczony do zespołu Hamilton Academical.
W styczniu 2008 roku Wallner przeniósł się do greckiego Apollonu Kalamaria. W pierwszej lidze greckiej zadebiutował 3 lutego 2008 w przegranym 0:3 pojedynku z Olympiakosem Pireus. Było to jednak jedyne spotkanie rozegrane przez niego w barwach Apollonu. Latem 2008 roku odszedł do Skody Ksanti, a od stycznia 2009, przez rok, występował w LASK-u Linz. Pierwszy ligowy mecz zaliczył tam 1 marca 2009 przeciwko Red Bull Salzburg (0:3). W styczniu 2010 roku został graczem Red Bull Salzburg. W 2012 roku przeszedł do RB Leipzig.

## Kariera reprezentacyjna
W reprezentacji Austrii Wallner zadebiutował 15 sierpnia 2001 w przegranym 1:2 towarzyskim meczu ze Szwajcarią. 18 maja 2002 w przegranym 2:6 towarzyskim spotkaniu z Niemcami strzelił pierwszego gola w trakcie gry w drużynie narodowej. Wallner był uczestnikiem eliminacji do Mistrzostw Europy 2004, Mistrzostw Świata 2006 oraz Mistrzostw Świata 2010, jednak na żadne z nich nie wywalczył awansu z reprezentacją.